# Chionea wilsoni
Chionea wilsoni là một loài ruồi trong họ Limoniidae. Chúng phân bố ở miền Tân bắc.